# Maurizio Simonetti
Pour les articles homonymes, voir Simonetti.
Maurizio Simonetti, né le 3 novembre 1957 à Ogliano di Conegliano, est un coureur de fond italien. Il est champion du monde de course en montagne 1986 sur parcours court. Il est devenu par la suite directeur sportif cycliste.

## Biographie
Membre du Corps forestier d'État, il alterne entre périodes sportives intenses et périodes plus calmes.
Il prend part à l'édition inaugurale du Trophée mondial de course en montagne en 1985 à San Vigilio di Marebbe sur le parcours court. Il mène l'équipe italienne mais est devancé par l'Anglais Kenny Stuart qui remporte le titre. Deuxième sur le podium, il remporte la médaille d'or par équipes avec Luigi Bortoluzzi troisième et Battista Scanzi quatrième. Lors du Trophée mondial de course en montagne 1986 à Morbegno, il mène la charge des Italiens sur la course du parcours court. Il termine premier du sextuplé et remporte les médailles d'or individuelles et par équipes.
Ayant été promu jusqu'au grade de vice-commissaire, il s'est vu confier des positions de management qu'il apprécie. Il prend ensuite son congé ainsi que sa retraite sportive et s'investit dans l'organisation d'événements sportifs. Il œuvre à la création du marathon de Treviso pour lequel il est directeur logistique durant les quatre premières éditions,.
En 2008, il devient directeur sportif de l'équipe cycliste féminine Titanedi–Frezza Acca Due O, puis de l'équipe cycliste Diadora-Pasta Zara en 2012 et 2013. Cette activité le faisant voyager loin de sa famille, il revient à ses activités d'organisateur d'événéments.
Il est président de l'ASD Running Team Conegliano depuis 2016.

## Palmarès

### Route
| Année | Compétition                | Lieu           | Place | Épreuve       | Temps           |
| ----- | -------------------------- | -------------- | ----- | ------------- | --------------- |
| 1981  | Marathon de Conegliano     | Conegliano     | 1er   | Marathon      | 2 h 20 min 20 s |
| 1986  | Corsa Podistica Due Mulini | Canizzano      | 1er   | 10 kilomètres |                 |
| 1988  | Marathon des vins de Piave | Ponte di Piave | 1er   | Marathon      | 2 h 19 min 38 s |

### Course en montagne
| no  | masculin           | Course                                                 | Longueur | Départ            | Temps          |
| --- | ------------------ | ------------------------------------------------------ | -------- | ----------------- | -------------- |
| 2e  | Médaille d'argent  | Trophée mondial de course en montagne - Parcours court | 8,5 km   | 23 septembre 1985 | 33 min 28 s    |
| 3e  | Médaille de bronze | Course du Snowdon                                      | 15,35 km | 19 juillet 1986   | 1 h 5 min 14 s |
| 1re | Médaille d'or      | Trophée mondial de course en montagne - Parcours court | 10,95 km | 5 octobre 1986    | 45 min 37 s    |

## Records
| Épreuve       | Performance    | Date    | Lieu           |
| ------------- | -------------- | ------- | -------------- |
| Semi-marathon | 1 h 8 min 29 s | Voltana | 8 février 1987 |